# Amerotyphlops brongersmianus
Espèce
Synonymes
- Typhlops brongersmai Vanzolini, 1972 nec Mertens, 1929
- Typhlops brongersmianus Vanzolini, 1976

Amerotyphlops brongersmianus est une espèce de serpents de la famille des Typhlopidae. 

## Répartition
Cette espèce se rencontre en Colombie, dans le Nord-Est du Venezuela, sur l'île de Trinité, au Brésil, au Pérou, en Bolivie et dans le nord de l'Argentine.

## Description
L'holotype d'Amerotyphlops brongersmianus mesure 214 mm dont 7 mm pour la queue.

## Étymologie
Cette espèce est nommée en l'honneur de Leo Daniël Brongersma.

## Publications originales
- Vanzolini, 1972 : Typhlops brongersmai spec. nov. from the coast of Bahia, Brasil (Serpentes, Typhlopidae). Zoologische Mededelingen, vol. 47, no 3, p. 27-29 (texte intégral).
- Vanzolini, 1976 : Typhlops brongersmianus, a new name for Typhlops brongersmai Vanzolini, 1972, preoccupied (Serpentes, Typhlopidae). Papéis Avulsos de Zoologia, vol. 29, no 24, p. 247.